# Czajków (powiat Ostrzeszowski)
Czajków is een dorp in het Poolse woiwodschap Groot-Polen, in het district Ostrzeszowski. De plaats maakt deel uit van de gemeente Czajków.